# Organist
En organist er en musiker, der spiller orgelmusik på orgel. Organisten er ofte tilknyttet en kirke og tillige dirigent for kirkens kor. En organist der primært spiller ved koncerter (uden nødvendigvis at være tilknyttet en kirke) kaldes en koncertorganist.
Kan også være en musiker der spiller på hammondorgel eller lignende i jazz , rock, funk eller lignende musikgenrer, eller på et stueorgel til hjemmebrug.
Af kendte organister kan bl.a. nævnes i klassisk musik:
- Johann Sebastian Bach
- Dietrich Buxtehude
- César Franck
- Franz Liszt
- Felix Mendelssohn Bartholdy
- Olivier Messiaen

I rytmisk musik :
- Milt Buckner
- Jimmy Smith
- Larry Young
- Joey DeFrancesco
- Alan Hawkshaw

| Musik | Spire Denne musikartikel er en spire som bør udbygges. Du er velkommen til at hjælpe Wikipedia ved at udvide den. |